# セウェルリア・リネオラータ
セウェルリア・リネオラータ(学名:Sewellia lineolate)はコイ目タニノボリ科Sewellia属に属する小型淡水魚。

## 特徴
ベトナムの川の上流に生息し近年熱帯魚としてペットショップで売られる姿を見ることも多い。見た目の美しさから同属のスポッテドと並びヒルストリームローチの中では最高峰種とも言われる。胸鰭と腹鰭が平たく広がり胴体も平たいため一見エイに似た姿をとる。体全体で吸盤のように岩に張り付き激流に耐えつつ岩に生えた藻類などを舐めとるように食べている。動きは意外にもすばやく時には岩から離れ泳いで別の岩に移動する。

## 観賞魚として
熱帯魚として売られているがどちらかといえば渓流魚に近いので長期飼育を考えた場合少々特殊な飼育環境が必要になる。上流に住むため水温を低く保ち水流を作る必要がある。また餌も餌付けば人工飼料も食べるが本来は藻類などを食べており最も適したのはアクアリウムにおいては嫌われる茶ゴケだと言われている。最もそこまでこだわらずとも非常に丈夫な魚なので飼育自体はそこまで難しくない。ただ水流は好きなようで水槽の一部分に水中ポンプなどで水流を作ると頑張って張り付いている姿が見られる。またよく人工飼料に餌付きづらいといわれるがそうでもなく人工飼料に何とか乗せるとすぐに食べられるものだと気づき以降は匂いを頼りに非常に貪欲に餌に集まるようになる。
ただ口が常に地面に吸い付いているため餌は沈下性の細かい粒状の餌そこにばらまく必要がある。水のほとんどない場所でもある程度の活動が可能で深めのバケツに浅く水を張って入れておいてもまれに壁を伝って脱走することがある。

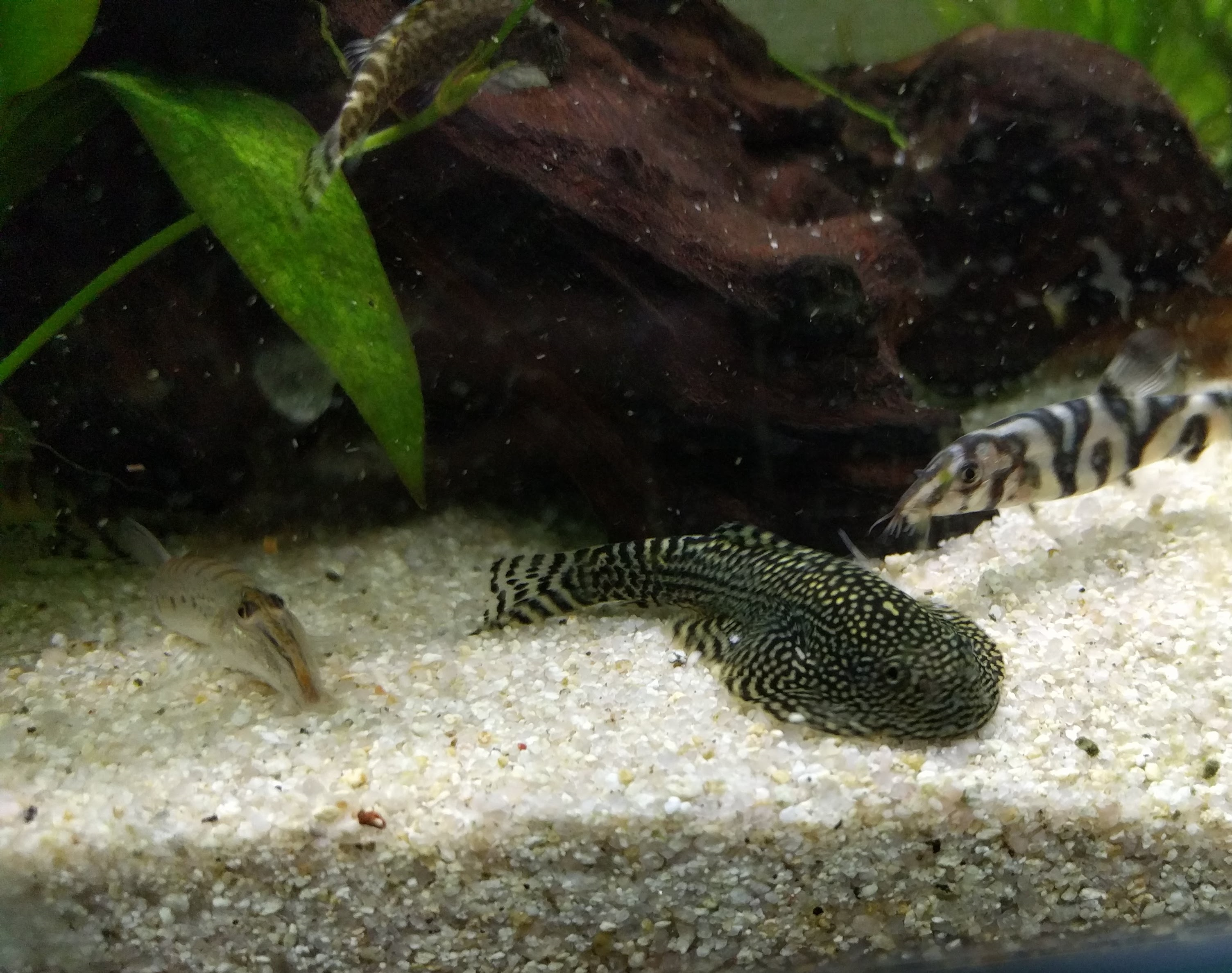
リネオラータに混じって売られることのあるセウェルリアｓｐスポッテド(写真中央)